# Басанська Ольга Олександрівна
Ольга Олександрівна Басанська (нар. 6 січня 1992, Нікополь, Дніпропетровська область, Україна) — українська футболістка, захисниця харківського жіночого футбольного клубу «Металіст 1925».

## Життєпис
У дорослому футболі дебютувала у 14-річному віці в чемпіонаті України 2006 року в складі клубу «Житлобуд-1». Продовжувала виступати за цей клуб до 2012 року, зіграла в чемпіонатах України 63 матчі і відзначилася 23-а голи. Неодноразова чемпіонка України (2006, 2008, 2011, 2012), срібний призер чемпіонату (2009), володарка (2011, 2010 2008, 2007, 2006) та фіналіст (2009) Кубка України. У складі клубу брала участь в європейських кубкових турнірах.
У 2012 році перейшла в російський клуб «Рязань-ВДВ», в його складі за наступні 6 років зіграла понад 100 матчів у чемпіонатах Росії. В осінньому сезоні 2013 року і в 2018 році ставала чемпіонкою Росії, а в 2017 році — срібною призеркою. Володарка (2014 року) і фіналіст (2018) Кубка Росії.
На початку 2019 року повернулася в клуб «Житлобуд-1». В період коли через повномасштабне російське вторгнення харківська команда повністю пропускала один сезон в чемпіонаті, Басанська виступала в складі «Кривбасу». 
В січні 2024 року  «Житлобуд-1»  оголосив про те, що знову підписав контракт з 32-річною Ольгою Басанською .
Басанська виступала за дівочі збірні України різних вікових категорій. 
У національній збірній України зіграла не менше 70 матчів.